# Kapur (hout)
Kapur (of Kapor) is een houtsoort afkomstig van bomen uit het geslacht Dryobalanops (familie Dipterocarpaceae). Deze bomen komen voor in het tropisch regenwoud van  Zuidoost-Azië, bijvoorbeeld Maleisië en Indonesië. 

## Gebruik
Het kernhout is licht tot donker roodbruin, het spinthout bruingeel. Het hout wordt gebruikt voor zowel binnen- als buitenschrijnwerk, parket en de bouw van schepen, wagons en vrachtwagenbodems.

## Ontbossing
Kapur wordt gekapt uit oerbos, vaak op illegale wijze. De bomen zijn bij de kap vaak tussen de 250 en 1000 jaar oud. Voor een boom uit de familie Dipterocarpaceae duurt het gemiddeld honderd jaar om een hoogte van dertig meter te bereiken. Veel van de boomsoorten waarvan het hout als Kapur wordt verkocht, staan op de Rode Lijst van de IUCN van bedreigde soorten. Bijvoorbeeld D. keithii, D. fusca zijn kritiek bedreigd.
Er is sprake van grootschalige ontbossing in de tropen. De International Tropical Timber Organization streeft er naar ook de leefgebieden van bomen die tropisch hardhout leveren te beschermen.
Volgens FSC kan gecertificeerd tropisch hout ontbossing tegengaan: bossen die onder beheer komen te staan, krijgen economische waarde en zullen hierdoor minder snel worden omgezet in landbouwgrond. 
Andere organisaties adviseren consumenten juist om Kapur te vermijden, om zo de kap tegen te gaan.